# Chiesa di Sant'Antonio Abate (Procida)
La Chiesa di Sant'Antonio Abate è un luogo di culto storico di Procida, affacciante sulla via Vittorio Emanuele.

## Storia e descrizione
La chiesa sorse alla fine del XVI secolo o al massimo nei primi anni del secolo successivo, come testimoniato da una visita pastorale compiuta dall'arcivescovo di Napoli cardinale Ottavio Acquaviva nel 1606. Venne ricostruita nella sua attuale dimensione tra il 1749 e il 1759, per poi subire ulteriori interventi nei due secoli successivi.
La chiesa presenta un'unica aula rettangolare, voltata a botte, con due cappelle per lato, abside e transetto appena accennato. Al di sopra del presbiterio si eleva la cupola, tra le più grandi dell'isola.
Ai lati dell'ingresso vi sono due acquasantiere del 1816, mentre al di sopra è collocata una cantoria, sulla quale vi è l'organo realizzato dal maestro organaro Fabrizio Cimmino tra il 1751 e il 1753. L'opera più prestigiosa di questa chiesa è la grande tela dell'Immacolata al cospetto della Trinità, firmata da Giacinto Diano, visibile sull'altare sinistro del transetto. Di ottima fattura artigianale è l'imponente altare maggiore in marmi policromi, scolpito nella seconda metà del XVIII secolo, ai cui lati due nicchie ospitano le due statue lignee settecentesche dell'Immacolata (a sinistra) e del Sant'Antonio Abate (a destra). Di un qualche interesse è anche la tela della Morte di San Giuseppe, attribuibile a Domenico Guarino e visibile in una delle cappelle laterali; mentre di modesta fattura sono i quadri di due ignoti pittori della cerchia del Solimena, raffiguranti la Flagellazione, l'Ecce Homo, l'Orazione nell'orto e la Pietà, a lungo disposti nelle pareti absidali, ma ora nella sacrestia (dove vi è anche un San Gennaro attribuibile a un ignoto pittore affine a Jacopo Cestaro).